# Olgária Matos
Olgária Chain Feres Matos (Santiago, 21 de junho de 1948) é uma professora, filósofa, escritora e pesquisadora brasileira nascida no Chile. Atua no campo da Ética, Filosofia Política e Teoria das  Ciências Humanas.
Descendente de sírio-libaneses radicados no Chile,, graduou-se pela USP (1967-1970). Em 1977, obteve o título de Mestre em Filosofia  pela Universidade Paris 1 Panthéon-Sorbonne, com a monografia intitulada Rousseau um arqueologia da desigualdade, sob a orientação de Pierre Burgelin (1905 - 1985).
Sua tese de doutorado Os arcanos do inteiramente outro: A Escola de Frankfurt, Melancolia, A Revolução, de 1986, elaborada sob a orientação de Marilena Chaui, ganhou o Prêmio Jabuti de Ciências Humanas, em 1990, quando foi publicada pela editora Brasiliense. Em 1991, apresentou obteve a livre-docência pela Universidade de São Paulo, com a tese
Benjamin: Crítica da Razão Insuficiente. Também escreveu As barricadas do desejo (1981), sobre o maio de 1968 na França, e Contemporaneidades (2009), no qual discute algumas das questões mais importantes do nosso tempo, sob o viés da filosofia, cultura, política e história.  Entre 2003 e 2008, foi professora no Mestrado em Comunicação e Cultura da Universidade de Sorocaba.
Fez pesquisas de pós-doutorado na École des hautes études en sciences sociales (1993) e é professora titular aposentada da Universidade de São Paulo. Foi curadora do módulo Experiências no tempo. Desde 2007, é professora e coordenadora do curso de Filosofia do Campus de Humanas da Unifesp, situado no Bairro dos Pimentas, em Guarulhos, São Paulo. 

## Obras
- Walter Benjamin: pólis grega, metrópoles modernas. Ed. Desígnio (São Paulo), volumen 9/10, pp. 79-89, 2010
- O Conhecimento em favor da Humanidade. Revista MSG de Comunicação e Cultura, v. 1, p. 1-2, 2010
- Cultura capitalista e Humanismo:educação,antipólis e incivilidade. Revista USP, v. 74, p. 28-34, 2007
- O historicismo na arquitetura. Desígnio (São Paulo), São Paulo, v. 1, p. 11-15, 2005
- O desencanto sedutor: a ideologia da racionalidade tecnológica. Inter-ação (Goiânia), Goiânia, v. 28, n. 1, p. 51-66, 2003
- Walter Benjamin: a citação como esperança. Revista Semear, Rio de Janeiro, v. 6, p. 285-296, 2002
- A filosofia política: continuando a interpretar o Brasil. Revista USP, São Paulo, v. 50, p. 282-288, 2001
- Para uma crítica do presente. Revista de Antropologia (São Paulo), São Paulo, v. 44, n. 2, p. 259-267, 2001
- Walter Benjamin: anamorfoses da citação e da história. Revista D O Leitura, São Paulo, v. 18, p. 21-26, 2000
- Descartes: niilismo e autoconhecimento. Kriterion, Belo Horizonte, n. 100, p. 26-44, 2000
- O céu da história: sobre alguns motivos judaico-benjaminianos. Revista Nova Renascença, Porto - Portugal, v. XVIII, p. 600-615, 2000
- A cultura brasileira hoje. Revista Teoria e Debate, São Paulo, v. 13, n. 44, p. 62-62, 2000
- O céu da História: sobre alguns motivos judaico-benjaminianos. Imaginário (USP), São Paulo, v. 6, p. 14-25, 2000
- História por anti-mitos ou quase heróis: Central do Brasil. Revista Projeto História, São Paulo, n. 17, p. 71-77, 1999
- Cinema e identidade nacional. Percurso - Revista de Psicanálise, São Paulo, n. 21, p. 30-36, 1999
- Das formas modernas ao atraso. Revista Praga, São Paulo, n. 7, p. 4-7, 1999
- Niilismo e autoconhecimento: Descartes em uma perspectiva benjaminiana. Kriterion, Rio de Janeiro, v. 100, p. 26-43, 1999
- Imaginação e feitiço: metamorfoses da ilusão. Discurso. Departamento de Filosofia da FFLCH da USP, São Paulo, n. 29, p. 230-250, 1998
- La logica del controverso. Gomorra, Roma, n. 2, p. 120-129, 1998
- Dialética do Iluminismo: mito iluminado e iluminismo mitológico. Hypnós, São Paulo, n. 4, p. 28-38, 1998
- Tardes de maio. Tempo Social. Revista de Sociologia da USP, São Paulo, v. 10, n. 2, p. 13-25, 1998
- Wille Bole por Olgária Matos: reflexão sobre a fisiognomia da metrópole em W. Benjamin. Literatura e Sociedade (USP), São Paulo, n. 1, p. 20-28, 1996
- Construção e desaparecimento do herói: uma questão de identidade nacional. Tempo Social. Revista de Sociologia da USP, São Paulo, v. 6, n. 1-2, p. 83-92, 1995
- Iluminação mística, iluminação profana: Walter Benjamin. Discurso. Departamento de Filosofia da FFLCH da USP, São Paulo, n. 23, p. 87-108, 1994
- Grandes Sermões: Vieira - mentira e política no cinema de Júlio Bressane. Revista Imagens - Unicamp, Campinas, n. 1, p. 20-24, 1994
- Espaço e tempo: A história viajante. Revista Caramelo - FAU/USP, São Paulo, n. 1, p. 100-115, 1994
- Rousseau, a festa e a política. Revista Vozes, São Paulo, n. 3, p. 12-16, 1994
- Reflexões acerca da cólera: uma novela de Raduan Nassar. Revista Pulsional, São Paulo, v. VII, n. 63, p. 48-52, 1994
- Ruídos da memória: A solidão da mulher na elite agrária. Revista Estudos Feministas, Rio de Janeiro, n. 3, p. 7-10, 1994
- A atualidade da Escola de Frankfurt. Revista Comtemporaneidade e Educação, Rio de Janeiro, v. 1, p. 27-31, 1994
- Drama Barroco: topografias do tempo. História Oral, São Paulo, n. 1, p. 43-61, 1994
- Homenagem a Caio Graco Prado. Revista Portal, São Paulo, n. 22, p. 2-4, 1992
- O canto das sereias. Revista Trino, São Paulo, n. 2, p. 3-8, 1991
- Luz na sombra. Revista USP, São Paulo, n. 11, p. 48-56, 1991
- Tudo azul 68 a 86: estudantes franceses. Lua Nova. Revista de Cultura e Política, São Paulo, v. 12, p. 67-69, 1987
- A teoria social no pensamento moderno. Epistemologia das Ciências Sociais Série Cadernos Puc Sp, São Paulo, vol. 19, p. 12-17, 1985
- A cidade e o tempo. Revista Espaço e Debates, São Paulo, vol. 7, p. 7-15, 1983
- Reflexões sobre o amor e a mercadoria. Discurso. Departamento de Filosofia da FFLCH da USP, São Paulo, vol. 13, p. 209-218, 1983
- Marcuse e os movimentos feministas. Revista Singular Plural, São Carlos, p. 12-15, 1979
- Resenha de Operário, Operária de Arakcy Martins Rodrigues. Revista Plural, São Carlos, p. 9-11, 1979
- O Estado e o espetáculo: o mundo como mercadoria. Revista Educação e Cultura, São Paulo, vol. 3, p. 7-12, 1979

### Livros
- olgária c.f. Matos, denise Milan (orgs.) Gemas da Terra: Imaginação Estética e Hospitalidade. 1ª ed. São Paulo: SESC, 2010. vol. 1. 394 pp.
- Benjaminianas: Cultura Capitalista e Fetichismo contemporâneo. São Paulo: Editora Unesp, 2010. vol. 1. 302 pp.
- Contemporaneidades. 1ª ed. São Paulo: Editora Lazuli, 2009. vol. 1. 216 pp.
- Adivinhas do tempo: êxtase e revolução. São Paulo: Hucitec, 2008
- Discretas Esperanças: reflexões filosóficas sobre o mundo contemporâneo. 1ª ed. São Paulo: Nova Alexandria, 2006. vol. 1. 320 pp.
- A imagem divina e o pó da terra: humanismo sagrado e crítica da modernidade em A. J. Heschel. Con Alexandre G. Leone. Editor Humanitas, Faculdade de filosofia, letras e ciências humanas, Univesidade de São Paulo, 2002. 242 pp.ISBN 85-7506-055-4
- Filosofia: a polifonia da razão. 3ª ed. São Paulo: Scipioni, 1999. 176 pp.
- O iluminismo visionário: W. Benjamin, leitor de Descartes e Kant. 2ª ed. São Paulo: Editora Brasiliense, 1999. 188 pp.
- Vestígios: escritos de filosofia e crítica social. 1ª ed. São Paulo: Palas Athenas, 1998. 150 pp.
- História viajante: notações filosóficas. São Paulo: Studio Nobel, 1997. 152 pp. ISBN 85-85445-72-6 libro en línea
- Os arcanos do inteiramente outro: A Escola de Frankfurt, a melancolia, a revolução. 2ª ed. São Paulo: Editora Brasiliense, 1995. 366 pp.
- A Escola de Frankfurt - Sombras e Luzes do Iluminismo. 3ª ed. São Paulo: Editora Moderna, 1995. 128 pp.
- O iluminismo visionário: W. Benjamin, leitor de Descartes e Kant. 1ª ed. São Paulo: Editora Brasiliense, 1993
- A Escola de Frankfurt - Sombras e Luzes do Iluminismo. 1ª ed. São Paulo: Editora Moderna, 1993. 128 pp.
- Cultura e Administração. Rio de Janeiro: MEC / Secretaria da Cultura / FUNARTE, 1985. 15 pp.
- Os arcanos do inteiramente outro: A Escola de Frankfurt, a melancolia, a revolução. 1ª ed. São Paulo: Brasiliense, 1984. 295 pp.
- Paris, 1968: As barricadas do desejo. 1ª ed. São Paulo: Editora Brasiliense, 1981. 104 pp.
- Rousseau - uma arqueologia da desigualdade. 1ª ed. São Paulo: MG Editores Associados, 1978. 123 pp.

## Prêmios
- 1990 - Prêmio Jabuti - Os arcanos do inteiramente outro[6]